# توني أرمسترونغ
توني أرمسترونغ (بالإنجليزية: Tony Armstrong)‏ هو لاعب كرة قدم أسترالية أسترالي، ولد في 29 سبتمبر 1989 في ألبوري في أستراليا.

## وصلات خارجية
- توني أرمسترونغ على موقع AustralianFootball.com (الإنجليزية)
- توني أرمسترونغ على موقع AFLtables.com (الإنجليزية)